# Tobiasz Stullich
Tobiasz Stullich (ur. 20 lutego 1841 r. w Staczach, pow. ełcki – zm. 14 lipca 1908 r. tamże) - ludowy poeta mazurski.  Zadebiutował w 1884 r. w wydawnictwach Marcina Giersza. Od 1886 r. publikował w Nowinach Śląskich. Od 1906 r. współpracownik „Mazura”. 
Rolnik, wójt, członek ewangelickiej rady kościelnej.